# アウディトリオ・デ・テネリフェ
座標: 北緯28度27分22秒 西経16度15分05秒 / 北緯28.456075度 西経16.251281度
アウディトリオ・デ・テネリフェ（スペイン語：Auditorio de Tenerife）は、スペイン・カナリア諸島テネリフェ島のサンタ・クルス・デ・テネリフェにあるオーディトリアム。テネリフェ島を象徴する現代建築物。サンティアゴ・カラトラバの設計によって2003年に完成した。
2008年にはスペインでもっとも象徴的な建物に選ばれ、スペイン国営郵便コレオスが発行する6種類の切手のひとつに描かれた。2011年には、スペインの地方都市のシンボルのひとつとしてアウディトリオ・デ・テネリフェがデザインされた 5 ユーロ記念硬貨が発行された。

## 歴史

### 建築までの経緯
1970年には、テネリフェ島に講堂 (Auditorio) を創設する要求があった。テネリフェ島講堂が建設される候補地は転々とし、まず1977年、エル・ラモナル (El Ramonal) に講堂を建てることが承認され、翌年から建築案のコンペティションが始まった。当初は、プロジェクトには建築家のアントニオ・フェルナンデス・アルバが指名されていた。その後、1985年に、新たな建設地としてエル・チャパタルが選ばれた。
1987年には、建築家のアントニオ・フェルナンデス・アルバ、ビセンテ・サーベドラとハビエル・ディアス・ヤーノスが携わる計画が公表された。建築様式のコンセプトに変更があり、それ以前の計画は破棄されることとなった。
1989年には、最終的に建築をすることとなるバレンシア出身の建築家、サンティアゴ・カラトラバとの交渉が始まった。
1991年、サンティアゴは草案を公開し、その中でアウディトリオは、サンタ・クルスの中心にある5月3日通りの端に建てられることになっていた。そして1992年、アウディトリオ建設のための監督委員会が設置された。
1996年には、海の近くに位置するカスティーリョ・デ・サン・フアン・バウティスタへ建設地を変更する案が受け入れられた。
1997年から、最終的な予定地での基礎工事を開始した。2001年は年間を通して「ジャケット」を形作るための17つの金属部品が設置された。その一方、2002年にはコンクリートと白いトレンカディスを散りばめた漆喰の作業が完了し、その間に内部の部屋の音響工事も完了している。

### 公開
アウディトリオ・デ・テネリフェは、2003年9月26日に落成式が行われ、アストゥリアス公フェリペ（のちの国王フェリペ6世）によって公開された。アウディトリオの公開は世界中の新聞や雑誌記者に注目され、アメリカの「ニューヨーク・タイムズ」、イギリスの「フィナンシャル・タイムズ」と「インデペンデント」、フランスの「ル・モンド」、イタリアで最も多くの読者を持つ新聞の一つである「コリエーレ・デラ・セーラ」といった世界的に有名な新聞でも報じられ、各国で発刊されている雑誌、「エル・デコレーション」、「アーキテクチャー・トゥデイ」、「マリ・クレール・メゾン」にも取り上げられた。

### ビル・クリントン訪問
2005年7月にはアメリカ合衆国の前大統領であったビル・クリントンが訪問し、ヨーロッパとアフリカおよびアメリカを結ぶ、大西洋の物流拠点としてのテネリフェ島の役割に関する会議に出席した。アメリカ合衆国の前大統領がカナリア諸島を訪れるのは、これが初めてのことであった。

### 改称
2011年1月28日、テネリフェ島議会は、テネリフェ島議会の議長としてアウディトリオの建設を推進した、カナリア諸島州政府首相のアダン・マルティン・メニスを讃えて、名称を「アウディトリオ・デ・テネリフェ・アダン・マルティーン」(Auditorio de Tenerife Adán Martín)に改めることを、満場一致で承認した。これにもかかわらず、多くの市民やメディアはこの改称に反対する立場を示しており、現在も未だ、単に「アウディトリオ・デ・テネリフェ」と呼ばれている。

## 特徴

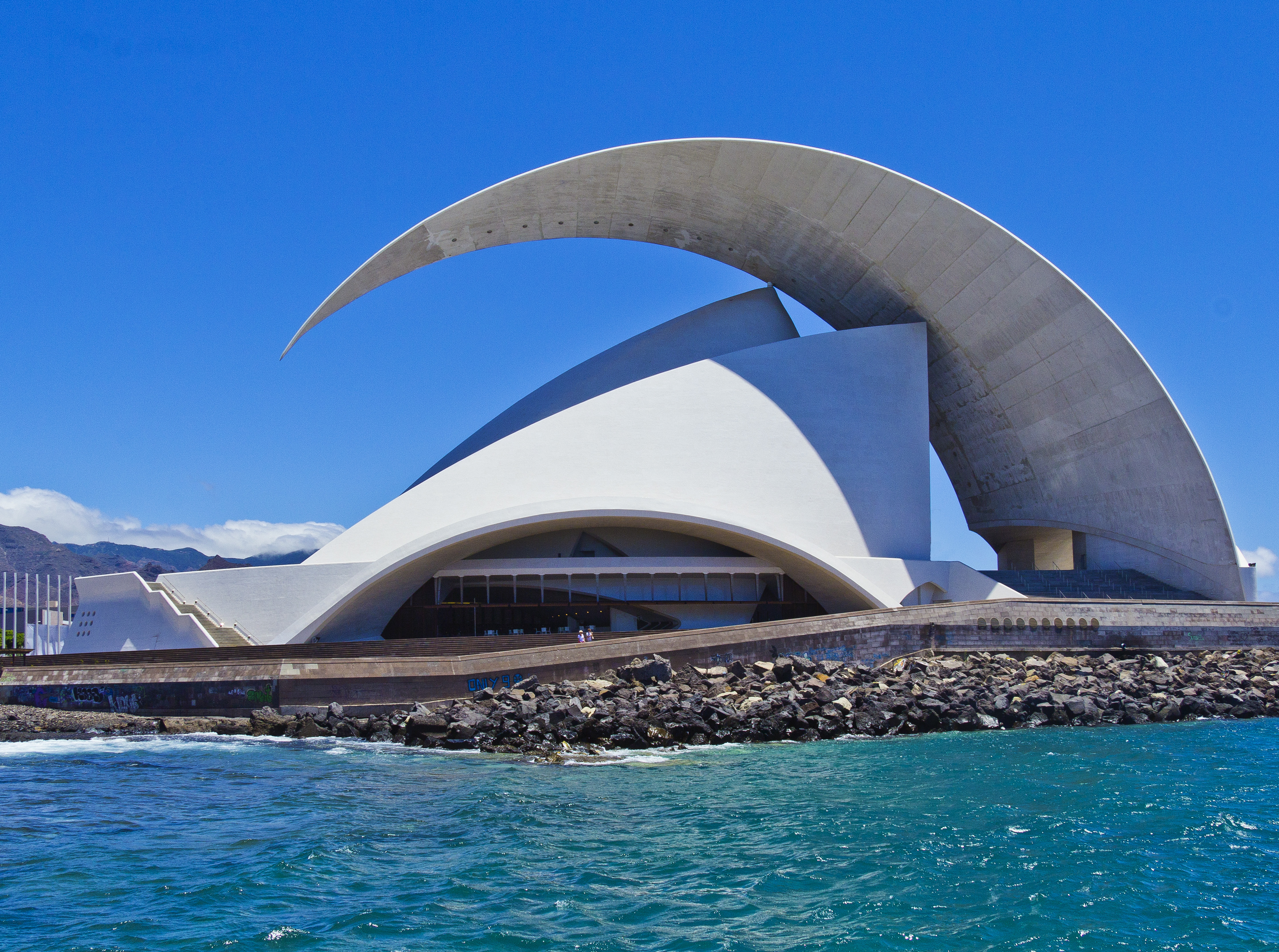
南方の海上から見た建物

有名な、アウディトリオ・デ・テネリフェの大きな「アーチ」と「ジャケット」は、現代スペイン建築の典型と見なされている。アーチは建築の歴史を塗り替えたとも言われ、独特の巨大なアーチがたった二点だけで支えられており、更に先端部は重力に逆らうかのように吊られている。大きさは幅が最大でおよそ60メートル、上面から見た奥行きが100メートル、高さが40メートルである。
海に浮かぶ白いアウディトリオの姿は、オーストラリア・シドニーのオペラハウスを彷彿とさせる。このことから、2003年にアウディトリオ・デ・テネリフェが建築されて以来、サンタ・クルス・デ・テネリフェは「大西洋のシドニー」(La Sídney del Atlántico)と呼ばれ親しまれている。

## 照明
通常は夜間に白色の照明が点灯しているが、特別の日には、その日に因んでより色とりどりの照明が灯される。たとえば、2007年と2008年を跨ぐ新年の夜には、アウディトリオは白と黄色の明かりに照らされ、また建物の片側には時間を示す時計が投影された。
2008年9月23日には、都市間を結ぶ公共バス会社テネリフェ都市間交通(TITSA)の設立30周年を祝い、それに因んで緑色の照明がなされた。また、アウディトリオの片側に TITSA のロゴがデザインされた。
世界糖尿病デー記念の際には、アウディトリオには青い照明が施された。また、この青い照明は、ラジオ局カデナ・ディアル（英語: Cadena Dial）の年間賞の際にも用いられた。アウディトリオは世界自然保護基金 (World Wide Fund for Nature, WWF) が主催する「アース・アワー」にも参加し、気候変動に対する注意喚起のためのキャンペーンとして、一時間のあいだ消灯した。
毎年、カデナ・ディアル賞のときには、アウディトリオ・デ・テネリフェは、ラジオ局のイメージ色である緑を基調とした様々な色の照明で照らされ、また建物の横には、グリーン・カーペットからやって来るアーティストの映像が投影される。
照明による演出の他にも、国際会議の際には、アウディトリオに隣接する場所に旗竿が設置され、会議に参加する国々の国旗が掲げられ (例えば World Port Strategy Forum)、また国内会議の際には、協賛する企業のロゴが入った旗が揚げられる。

## ギャラリー

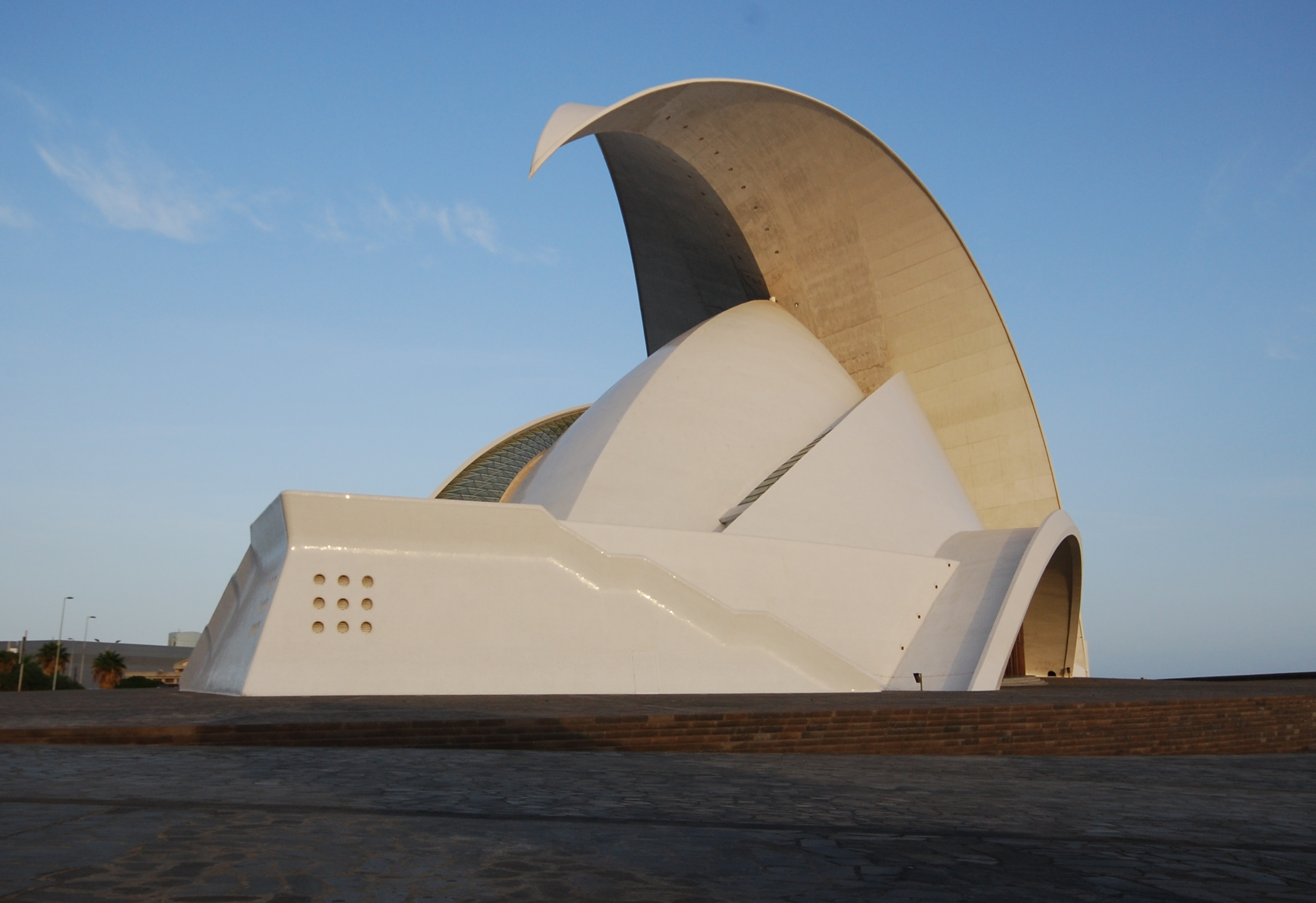
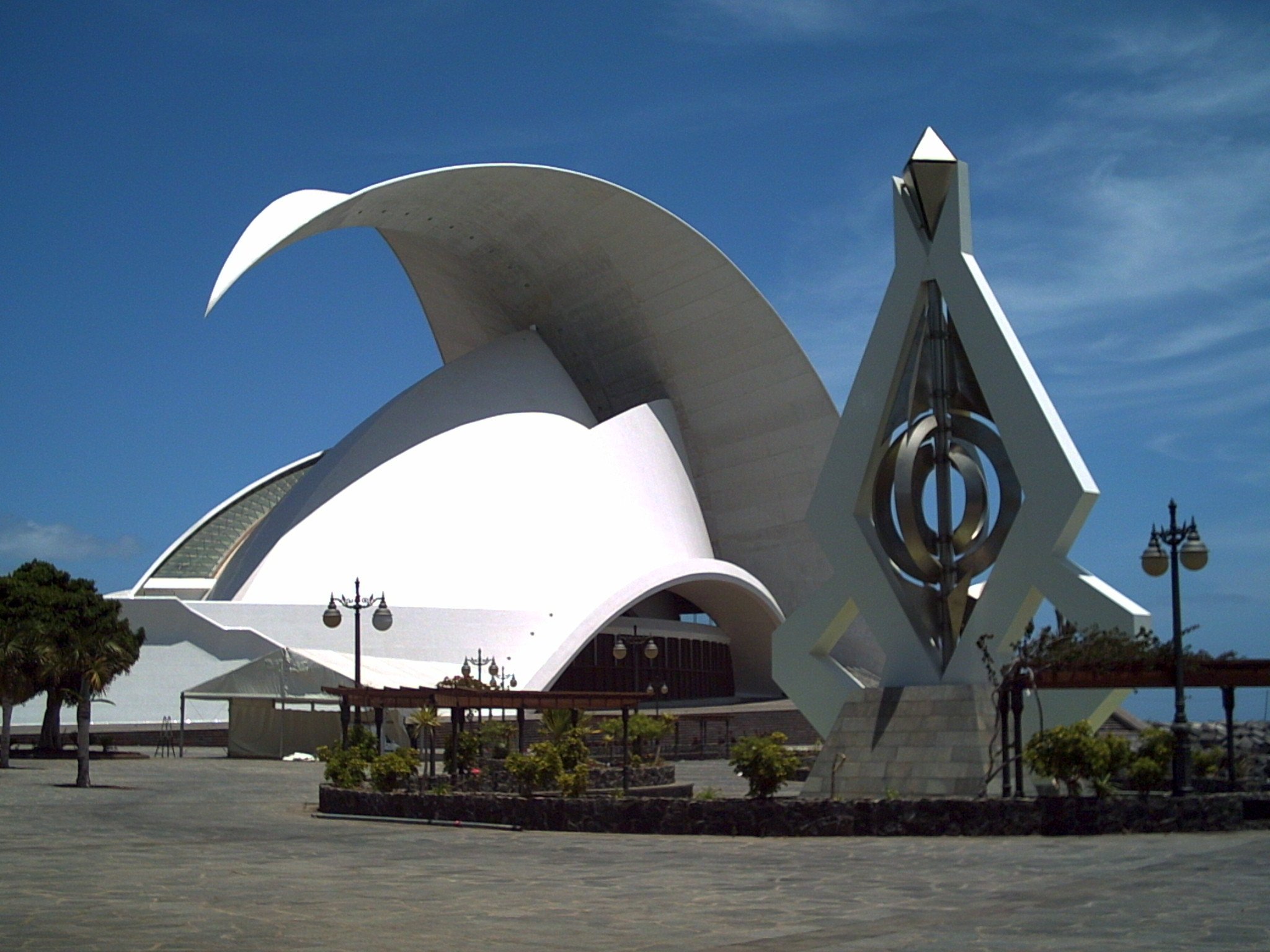
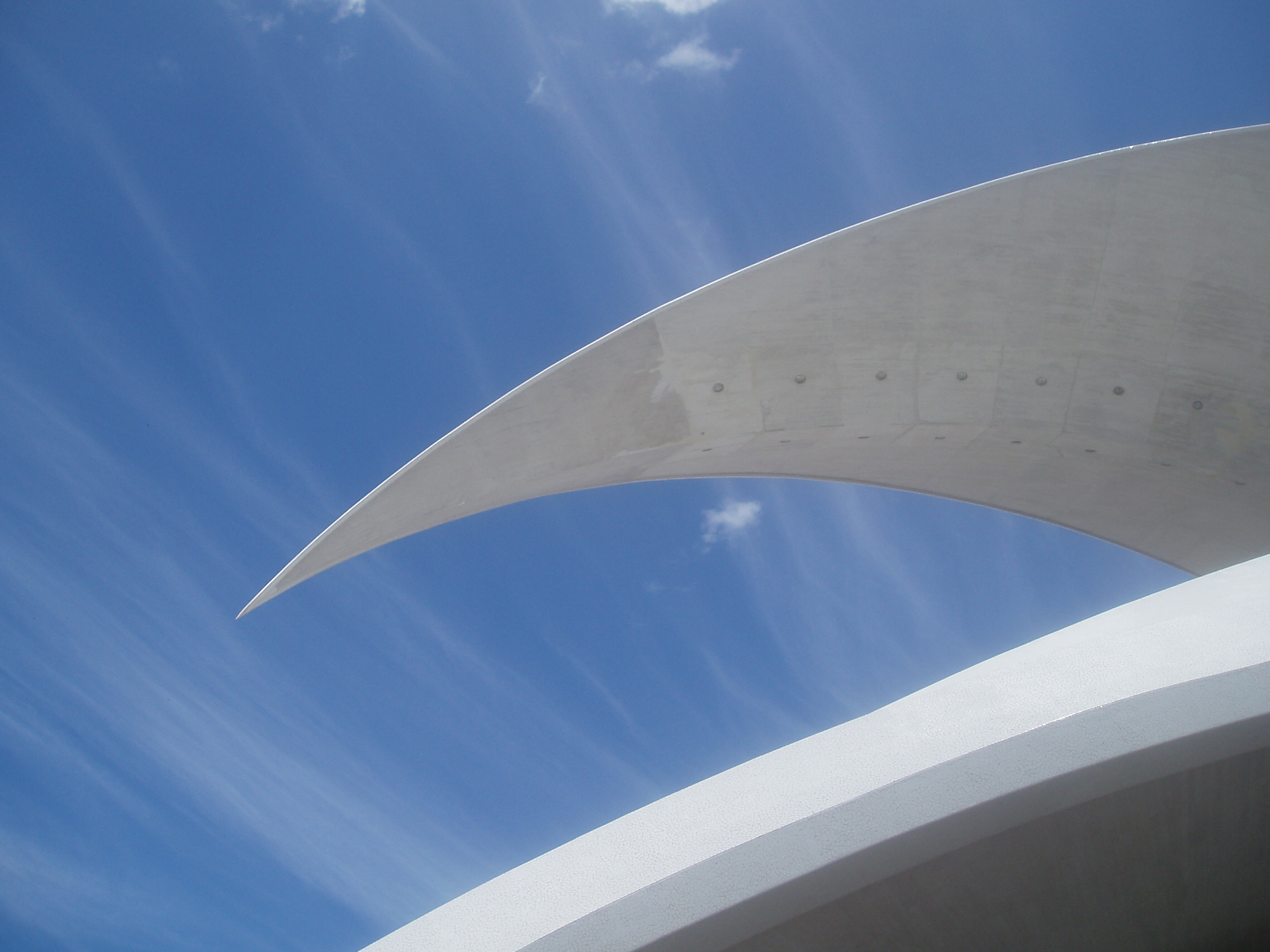
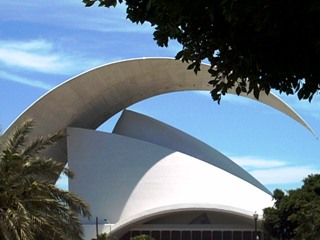
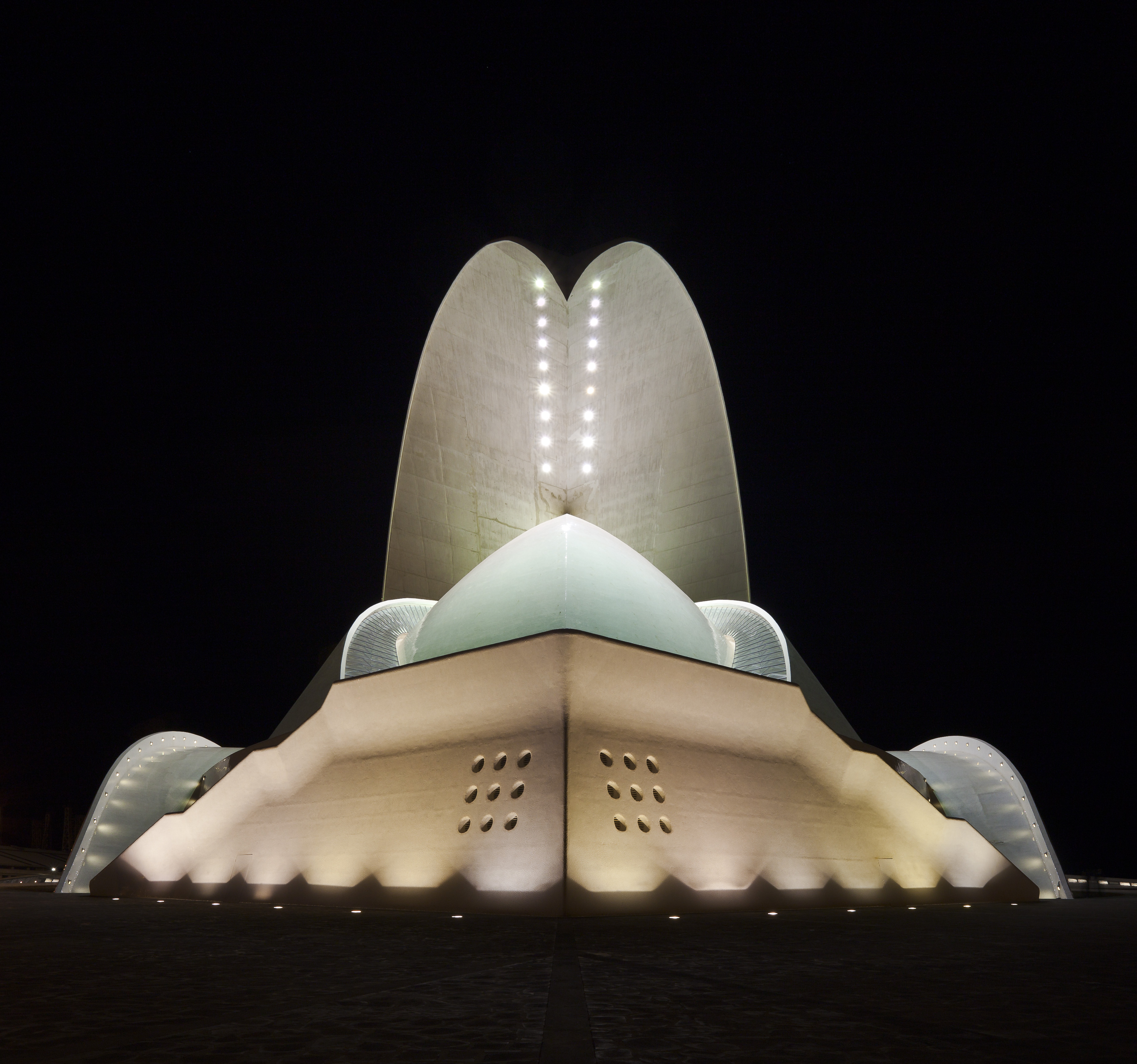

## 参考資料
1. ↑  コルレオース、アウディトリオ・デ・テネリフェを含むスペインの象徴的な六つ建造物の切手を発行 Archived 2013年12月2日, at the Wayback Machine. 2008年3月29日 (スペイン語)。
2. ↑  Moneda conmemorativa del Auditorio de Tenerife. Año 2011.
3. 1 2 3 4  アウディトリオ・デ・テネリフェの歩み Archived 2013年7月15日, at the Wayback Machine. (スペイン語)。
4. ↑  ニューヨークからシドニーへ、2003年9月28日 (スペイン語)。
5. ↑  ビル・クリントン訪問は7月25日、費用は30万ユーロ (約4000万円) Archived 2008年7月23日, at the Wayback Machine. 、 tenerifewebs.com (スペイン語)。
6. ↑  ビル・クリントン、プエルト・デ・ラ・クルスでの滞在とギア・デ・イソラでのゴルフを予定 、 2005年7月23日 (スペイン語)。
7. ↑  アウディトリオ・デ・テネリフェのジャケット (pdf, スペイン語)。
8. ↑  アウディトリオ、サンタ・クルス・デ・テネリフェの新しい顔に Archived 2013年6月24日, at Archive.is、2003年10月6日 (スペイン語)。